# C. Vivian Stringer
Charlaine Vivian Stringer (nacida el 16 de marzo de 1948 en Edenborn, Pensilvania) es una entrenadora de baloncesto femenino estadounidense que ejerció durante 12 años en la Universidad de Iowa y en la actualidad entrena a la Universidad de Rutgers desde el año 1995. 

## Trayectoria
- Cheyney State College (1972-1983)
- Universidad de Iowa (1983-1995)
- Estados Unidos
- Universidad de Rutgers (1995-)